# Ermida de Santo António (Biscoitos)
A Ermida de Santo António localiza-se na freguesia dos Biscoitos, concelho da Praia da Vitória, na ilha Terceira, Região Autónoma dos Açores, em Portugal.

## História
Foi erguida em 1690 por iniciativa do alferes José Dinis Ormonde, natural da ilha do Corvo, que se encontrava na Terceira a prestar serviço militar na Fortaleza de São João Baptista.
Ormonde encontrou a imagem do padroeiro dentro de uma caixa de madeira, a flutuar no mar, perto de pedras, entre a freguesia dos Biscoitos e a das Quatro Ribeiras. A tradição local afirma que, à época, a imagem do santo foi por mais de uma vez levada para a igreja paroquial mas que, no entanto, e de forma misteriosa, voltava ao seu lugar.
No contexto da Guerra Civil Portuguesa (1828-1834), entre 1830 e 1833 esteve estacionado na freguesia dos Biscoitos o Batalhão de Voluntários da Rainha D. Maria II de que alguns elementos, por motivos desconhecidos, arrombaram a ermida e lançaram ao mar a imagem do padroeiro ali venerada.
A imagem foi rapidamente recuperada pelo então capitão Francisco Ormonde, antes que desaparecesse. O templo, profanado, só viria a ser reparado e reconsagrado em 1874.
Em nossos dias conserva a primitiva imagem setecentista.
Aqui se realiza anualmente a Festa de Santo António, integrada na Festa do Porto dos Biscoitos.